# تايلور تويلمان
تايلور تيموثي تويلمان (بالإنجليزية: Taylor Timothy Twellman) (مواليد 29 فبراير 1980 في منيابولس) لاعب كرة قدم أمريكي دولي يجيد اللعب في خط الهجوم . يلعب حاليا لصالح نادي نيو إنغلاند ريفوليوشن الأمريكي من سنة 2002 .

## مسيرته الكروية
لعب تايلور تويلمان خلال مسيرته الاحترافية مع ناديين في اثنا عشر موسمًا وسجل خلالها 130 هدف ضمن 232 مباراة. حيث فاز في موسم واحد بالكأس ولم يفز بأي دوري.
خاض تايلور تويلمان مسيرته مع TSV 1860 Munich II ‏ في موسم 1999–00 واستمر معه طيلة ثلاثة مواسم، مشاركًا في 58 مباراة سجل خلالها 29 هدفًا. ثم انتقل إلى نادي نيو إنجلاند ريفولوشن في موسم 2002 ليلعب معه تسعة مواسم، حيث شارك في 174 مباراة سجل خلالها 101 هدف.

## روابط خارجية
- تايلور تويلمان على موقع الاتحاد الدولي (مؤرشف)  (الإنجليزية)
- تايلور تويلمان على موقع الدوري الأمريكي (الإنجليزية)
- تايلور تويلمان على موقع قاعدة بيانات كرة القدم.إي يو (الإنجليزية)
- تايلور تويلمان على موقع ناشيونال فوتبول تيمز (الإنجليزية)
- تايلور تويلمان على موقع Soccerway.com (الإنجليزية)
- تايلور تويلمان على موقع عالم كرة القدم.نت (الإنجليزية)